# Louis Teste
Louis Teste, né le 25 août 1844 à Bourgoin et mort le 16 février 1926 à Angoulême, est un journaliste et écrivain français.

## Biographie

### Journaliste conservateur
D'abord collaborateur de Paris-Journal, il devient ensuite journaliste du Gaulois, quotidien conservateur.
D'opinion monarchiste, il acquiert une certaine célébrité en 1879 en proposant d'élire le duc d'Aumale à la présidence de la République.
Le 5 novembre 1880, alors qu'il travaille pour Le Gaulois, il porte assistance aux Dominicains de la rue Jean-de-Beauvais, sous le coup de l’expulsion des congrégations sur ordre de Jules Ferry. À cette occasion, il est appréhendé par les forces de l'ordre avec trois autres laïcs, dont Henry Cochin et le poète Lucien Augé de Lassus. Emprisonné, il est relâché le 7 novembre et publie un compte-rendu drolatique de son incarcération.
Il collabore également au journal Le Patriote de Bruxelles.

## Publications
Louis Teste est l'auteur des ouvrages d'histoire suivants :
- Léon XIII et le Vatican, 1880 ;
- Les monarchistes sous la Troisième République, 1891 (lire en ligne) ;
- Anatomie de la République (1870-1910), 1910 (lire en ligne).